# Andreas Ernst (Bauunternehmer)

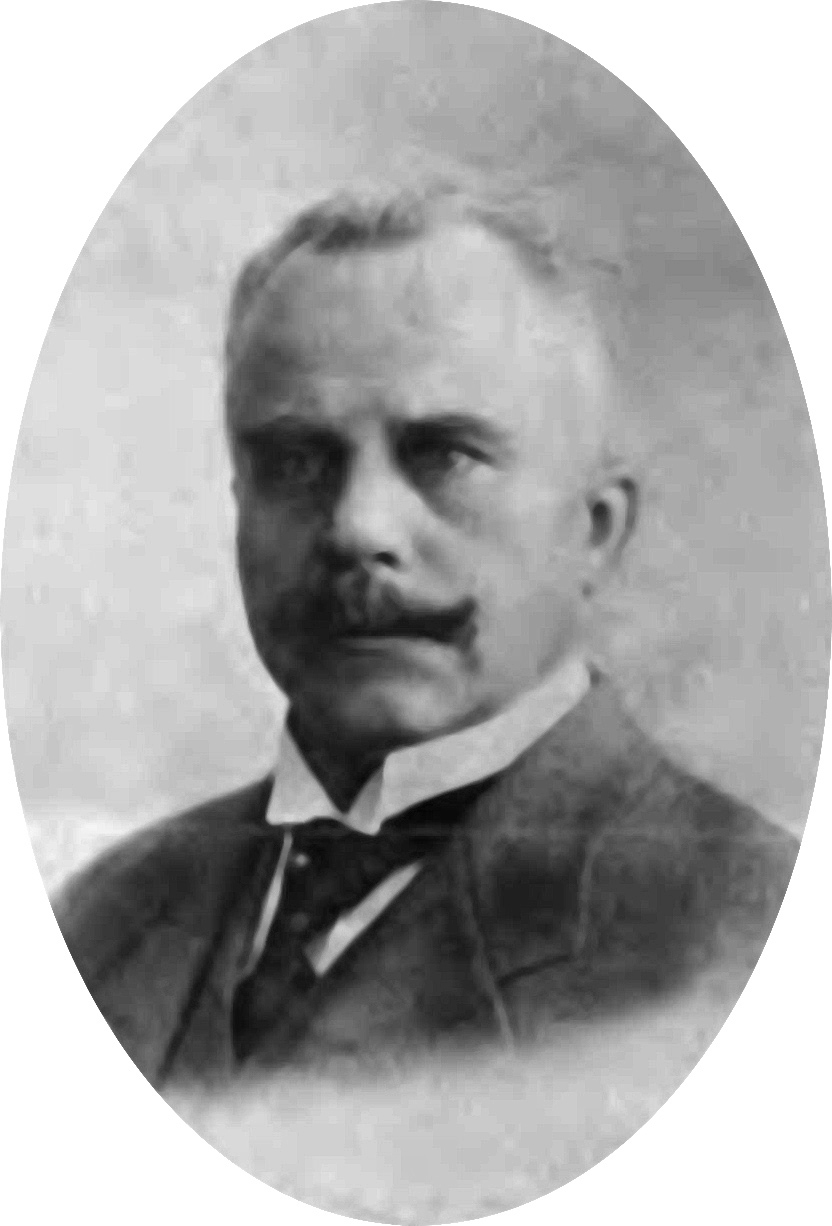
Andreas Ernst um 1920

Andreas Christian Hartwig Louis Ernst (* 11. Mai 1861 in Glücksburg (damals dänisch); † 12. Juni 1929 in Glatz), war ein deutscher Maurermeister und Bauunternehmer. Viele seiner Architekturentwürfe prägen noch heute das Stadtbild von Glatz (seit 1945 Kłodzko); einige davon stehen unter Denkmalschutz.

## Leben

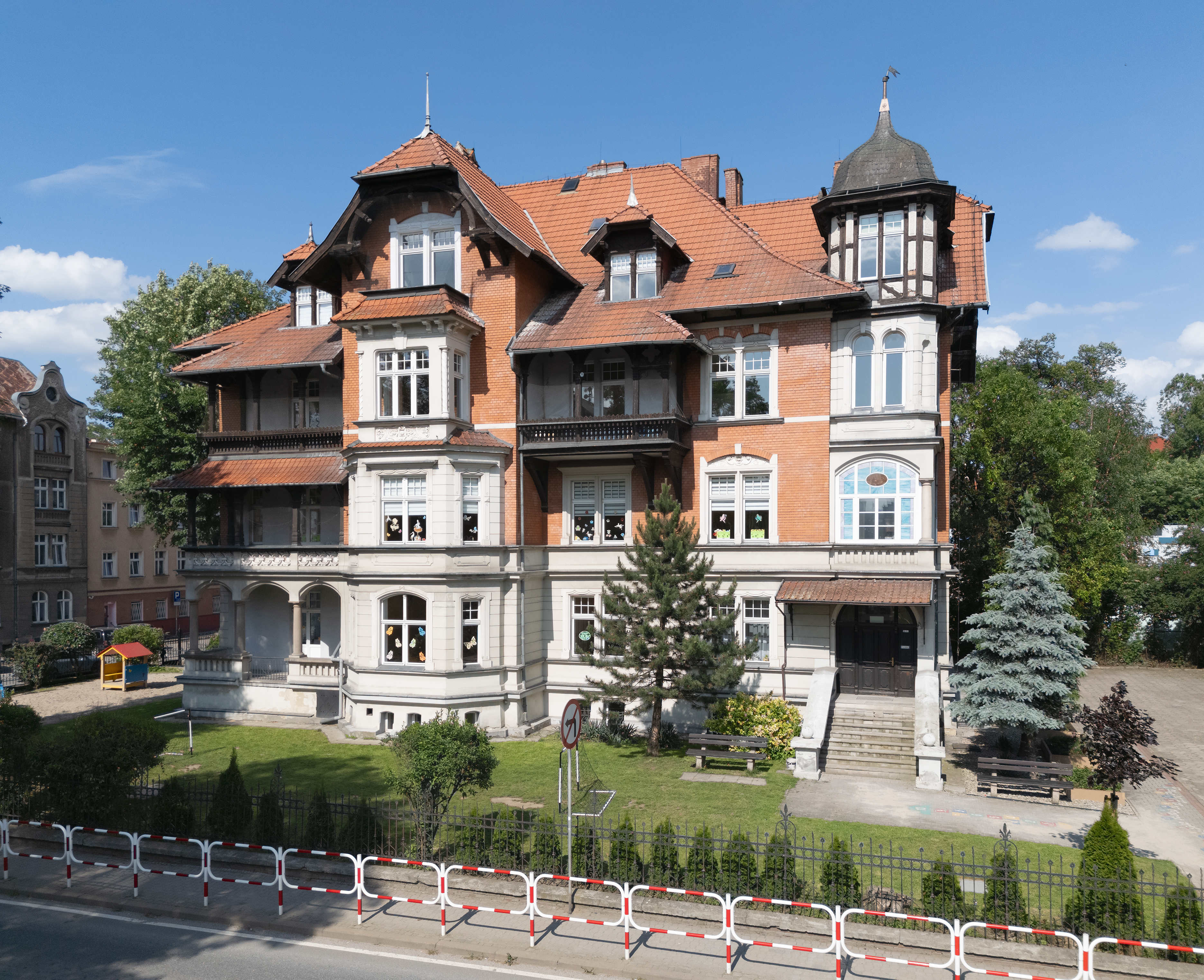
Die 1899 von Andreas Ernst entworfene Villa Wiesenstraße 6 wurde von der Familie bewohnt (heute unter Denkmalschutz).

Andreas Ernst, Sohn des im damals dänischen Glücksburg lebenden Maurermeisters Wilhelm Theodor Heinrich Ernst (1828–1902) und dessen Ehefrau Anna Caroline Adolphine Ernst geborene Hartmann (1837–1912), hatte eine Schwester und sechs Brüder. Er kam um 1887 nach Glatz und gründete 1891 ein eigenes Baugeschäft. Aus seiner interkonfessionellen Ehe mit der katholischen Martha (geborene Krause) gingen vier Töchter hervor:
- 1894: Elsa[3]
- 1897: Ruth (Käthe Anna Ottile)[4], verheiratet mit (Karl) Hans Boehmer[5]
- 1899: Käthe (Augusta Margarethe)[6], verheiratet mit Karl (Fritz) Krietsch[7]
- 1900: Magda (Maria Auguste)[8]

Seit 1894 wohnte die Familie in einem von Andreas Ernst entworfenen Wohnhaus am Mälzplan (Połabska 1). Später zog man in die 1900 fertiggestellte Villa Wiesenstraße 6 (ul. Grunwaldzka 4–6), die heute unter Denkmalschutz steht. Gleichzeitig entstand auf seinem 27 Morgen (rund 7 ha) großen Gartengrundstück Lindenhof ein großes Haus (ul. Walecznych 14).
1899 wurde Ernst Mitglied der Glatzer und Frankensteiner Innung der Maurer- und Zimmermeister. Seit 1904 bis zu seinem Lebensende war er deren Vorsitzender. Ernst erwarb mehrere Baugrundstücke in Glatz, insbesondere Am Mälzplan (Połabska), an der Wiesenstraße (Grunwaldzka), an der Zimmerstraße (Łużycka), an der Herrenstraße (Lutycka), an der Neulandstraße (Stanisława Wyspiańskiego), an der Angerstraße (Piastowska), am Lindenweg (ul. Walecznych) sowie am Birkenweg (ul. Willowa).

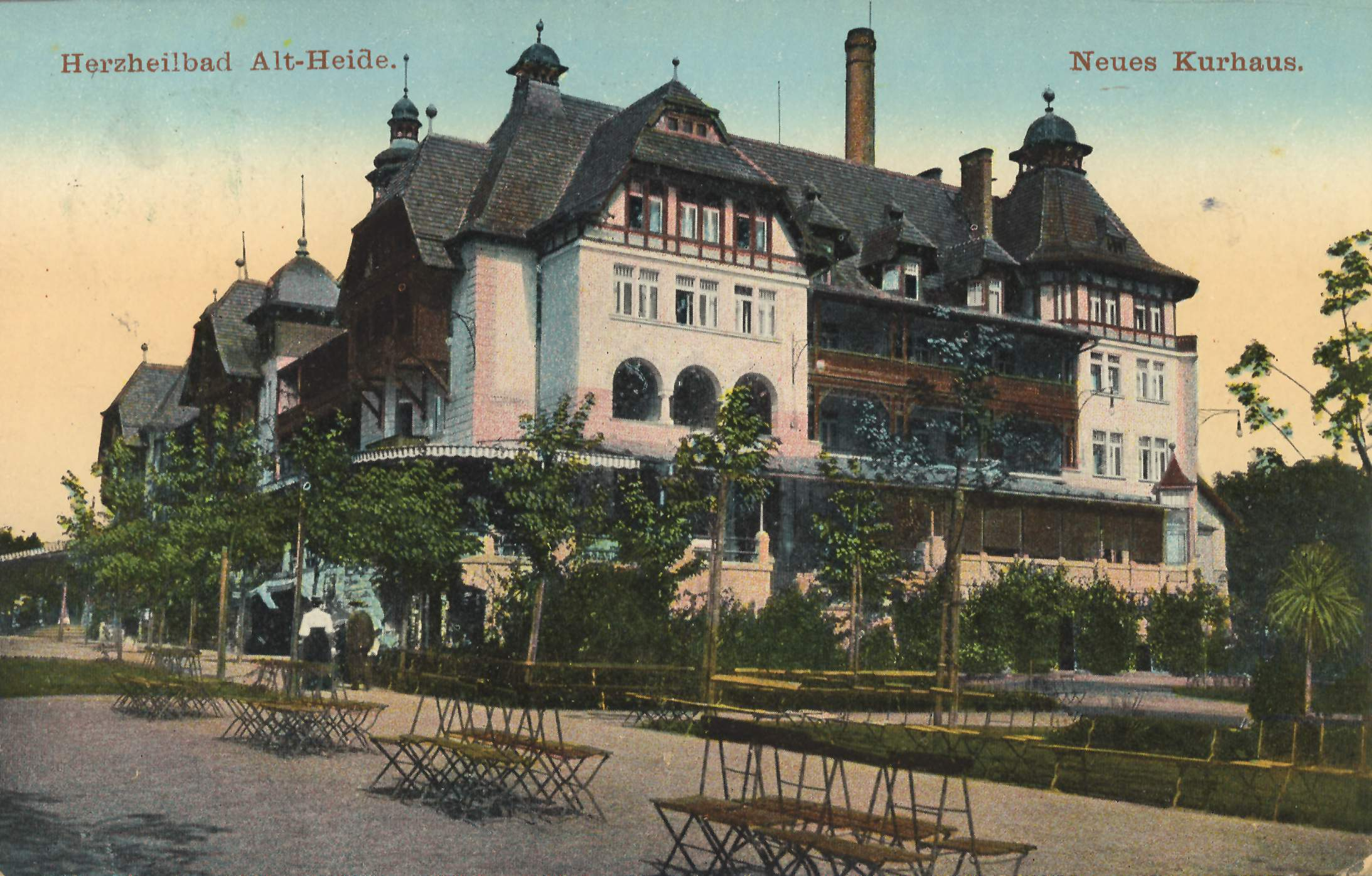
Neues Kurhaus in Altheide (Wielka Pieniawa)

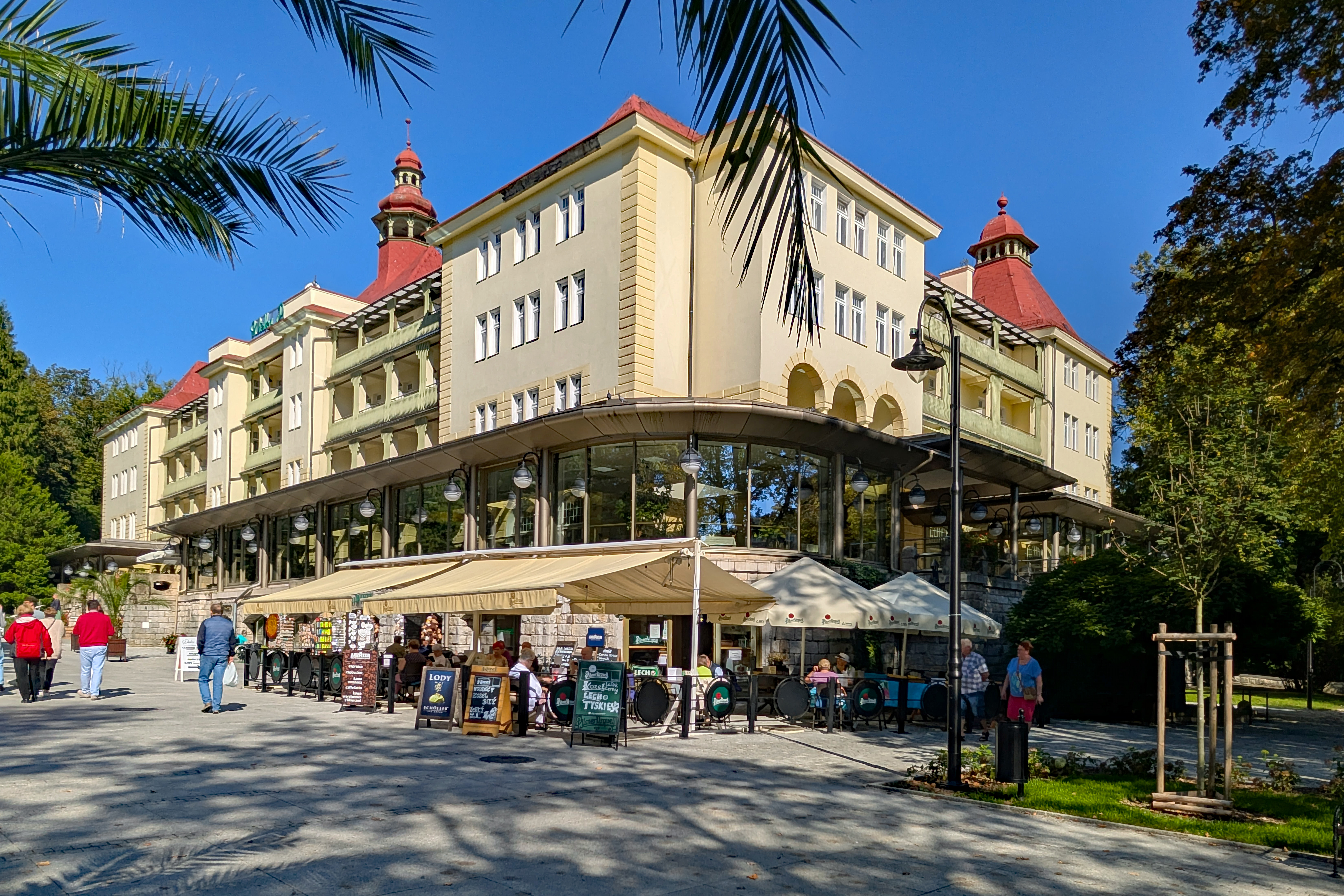
Hotel und Sanatorium Wielka Pieniawa 2024

1904 kam zum Hauptsitz in Glatz noch eine Zweigstelle in Altheide dazu. Noch bevor Friedrich Brinkmann als Architekt in Altheide angestellt wurde, entwarf und baute Andreas Ernst im Auftrag des Brauerei-Besitzers Georg Haase, der in diesem Jahr auch Eigentümer von Altheide wurde, zunächst das Neue Kurhaus (umgebaut und heute Sanatorium Wielka Pieniawa) und erhielt im Anschluss Aufträge für 29 Villen, von denen mindestens 25 noch existieren (im Klammern: heutige Hausnummern):
- Dębowa: Erna (14),
- Kamienna: Elisabeth (1), Charitas (8),
- Kryniczna: Edelweiß (1), Völkelhaus (2), Rheingold (3),
- Kłodzka: Erlkönig (6),
- J. Matuszewskiego: Klose (1) (neuer Name Villa Erika, heute Mała Pieniawa), Victoria (4), Diana (6), Walhalla (8),
- Parkowa: Anne-Liese (9), Haus Fundner (11), Hedwig (13), Clara (17), Glatzer Rose (21), Lessing (23),
- Piastowska: Charlotte (1), Eichendorf (4), Lohengrin (6), Haus Haunrex (17), Mein Eigen (18), sowie
- Zdrojowa: Germania (23), Libelle (25), Grille (27), letztere drei auf eigenen Grundstücken.[2]

Weitere Villen existieren vermutlich nicht mehr. Die Namen der Bauherren Balzer, Lehmann, Margareta und Dr. Rother konnten bisher nicht zugeordnet werden. Außerdem errichtete das Bauunternehmen Ernst auch Gebäude nach Entwürfen anderer Architekten, u. a. Maria-Himmelfahrt-Kirche in Altheide des Architekten Ludwig Schneider und das Helenenbad mit Trinkhalle, Wandelhalle, Kaffeehaus und Kurhaus.

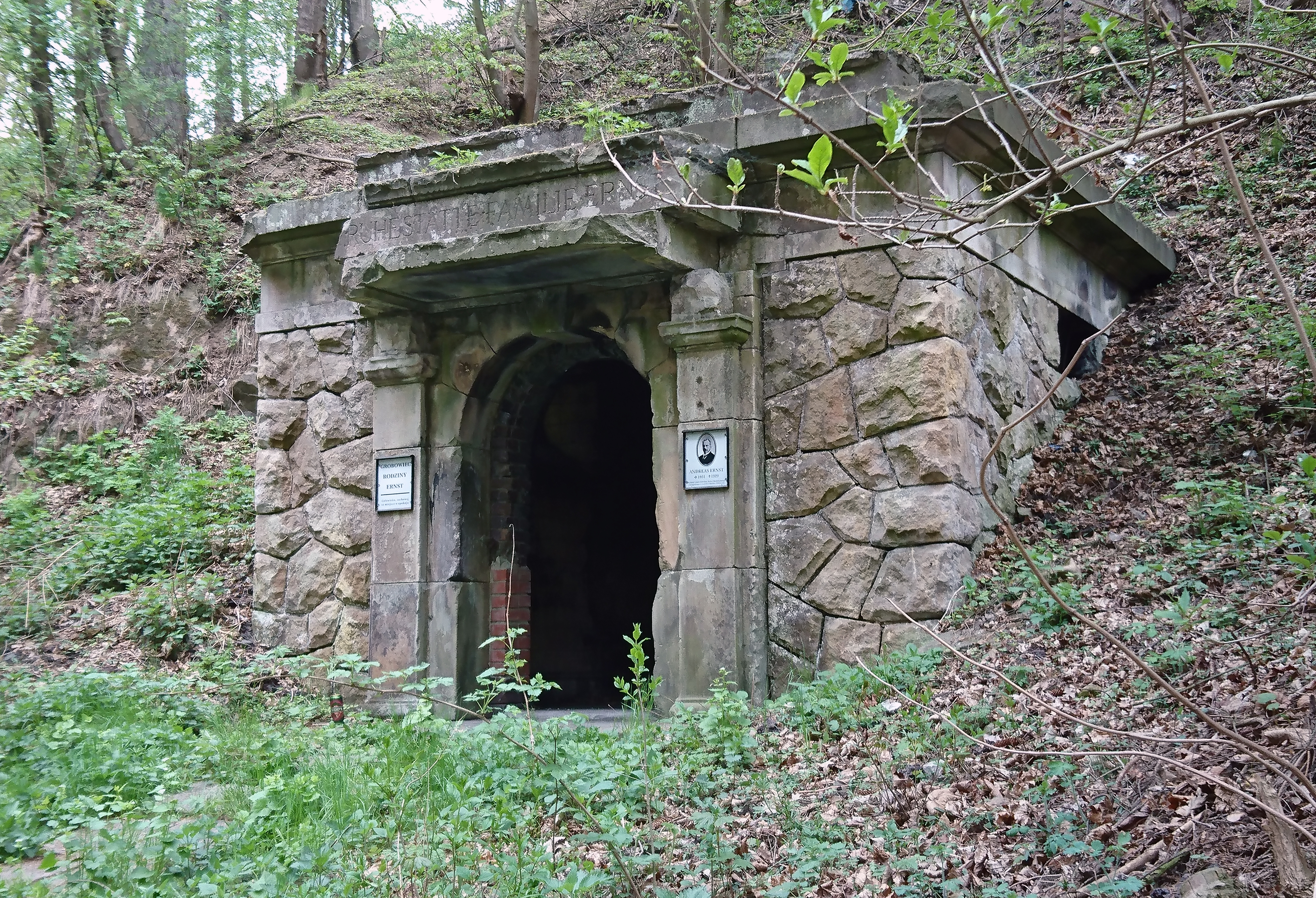
Gruft der Familie Ernst

Ernst starb im Alter von 68 Jahren unerwartet auf seinem Gartengrundstück an einem Herzinfarkt oder Schlaganfall. Ursprünglich war für 1929 eine große Feier zum 25. Jahrestag seiner Wahl zum Innungspräsidenten geplant. Beigesetzt wurde Ernst in der von ihm entworfenen Gruft am Rande seines Gartengrundstücks. Sein 16 Jahre jüngerer Bruder, der Maurermeister Adolf (Heinrich Andreas) Ernst (* 2. Februar 1878 in Glückstadt), der schon seit 1908 mit ihm zusammen gearbeitet hatte, übernahm die Geschäfte, zunächst unter dem vormaligen Firmennamen A. Ernst. Adolf Ernst bewohnte zu dieser Zeit die kleine Villa Bergblick 5 (ul. Sienkiewicza 5; bis 1945 Zimmerstraße / ul. Łużycka 9). Nach der Auszahlung der gesetzlichen Erben im Jahr 1932 änderte er den Firmennamen in Adolf Ernst, Maurermeister. Baugeschäft für Hoch- und Tiefbau, Eisenbeton.

## Ehrungen
Nach seinem Tod wurde in Glatz die Andreas-Ernst-Straße (Kwiatowa) nach ihm benannt. Anlässlich des 90. Todestages wurde 2019 im Muzeum Ziemi Kłodzkiej eine große Ausstellung über Andreas Ernst und seine Baufirma gezeigt.

## Bauwerke in Glatz (Auswahl)
- Karte mit allen Koordinaten:
- OSM |
- WikiMap

Allein in Glatz hat Andreas Ernst in 38 Jahren über 90 Gebäude geplant und gebaut, von denen viele noch heute existieren. Mindestens fünf davon stehen aktuell auf der Denkmalliste (Stand 2022).
| Lage                                                                      | Objekt                                                             | Beschreibung                                                                                               | NID-Nr.                                    | Bild                                 |
| ------------------------------------------------------------------------- | ------------------------------------------------------------------ | --- | ------------------------------------------ | ------------------------------------ |
| Połabska ul. 1 (früher Mälzplan/Mälzstraße) (Standort)                    | Wohnhaus                                                           | 1893–1894; Eigentümer Andreas Ernst                                                                        | keine                                      | Wohnhaus                             |
| Bohaterów Getta ul. 13 (früher Gartenstraße 13) (Standort)                | Villa                                                              | 1896; Eigentümer Albert Bittner (Gärtnereibesitzer)                                                        | keine                                      | Villa                                |
| Jagiełły pl. 5-6 (früher Wilhelmplatz) (Standort)                         | Wohnhaus                                                           | 1896; Eigentümer Hartmann Morawietz (Baumeister)                                                           | keine                                      | weitere Bilder                       |
| Kościuszki ul. 6 (früher Wilhelmstraße) (Standort)                        | Wohnhaus                                                           | 1896; Eigentümer August Hardeck (Rentier)                                                                  | keine                                      | Wohnhaus                             |
| Połabska ul. 8 (früher Mälzstraße) (Standort)                             | Wohnhaus                                                           | 1896–1897; Eigentümer August Thiele (Schmiedemeister, Inhaber einer Maschinen-, Kessel- und Eisengießerei) | keine                                      | weitere Bilder                       |
| Reymonta ul. 6 (früher Mittelstraße 6) (Standort)                         | Villa                                                              | 1897; Eigentümer Wilhelm Rösner                                                                            | keine                                      | Villa                                |
| Grunwaldzka ul. 4-6 (früher Wiesenstraße 6) (Standort)                    | Villa Ernst                                                        | 1899/1900; Eigentümer Andreas Ernst                                                                        | PL.1.9.ZIPOZ.NID_N_02_BK.77880 A/4384/1624 | weitere Bilder                       |
| Korfantego ul. 1 (früher Fischerstraße 1) (Standort)                      | Villa Drabeck                                                      | 1900; Eigentümer Josef Drabeck (Ofenfabriksbesitzer)                                                       | keine                                      | weitere Bilder                       |
| Walecznych ul. 14 (früher Lindenhof/Lindenweg 14) (Standort)              | Gartenhaus                                                         | 1900; Eigentümer Andreas Ernst                                                                             | keine                                      | weitere Bilder                       |
| Wandy ul. 4 (früher Louisenstraße 4) (Standort)                           | Villa                                                              | 1901; Eigentümer Gustav Deutschmann (Polizeisergeant)                                                      | keine                                      | Villa                                |
| Chopina pl. 1 (früher Friedrichplatz) (Standort)                          | Villa Nocoń                                                        | 1902; Eigentümer Teodor Nocoń (Königlicher Zeichen-Gymnasiallehrer)                                        | PL.1.9.ZIPOZ.NID_N_02_BK.438746 A/6166     | weitere Bilder                       |
| Mickiewicza ul. 9 (früher Reichensteiner Straße 9) (Standort)             | Villa                                                              | 1902; Eigentümer Gotthard Kuhn (Polizeikommissar)                                                          | keine                                      | weitere Bilder                       |
| Łużycka ul. 8, 10 und 12 (früher Zimmerstraße 8, 10 und 12) (Standort)    | Wohnhaus                                                           | 1903–1905; Eigentümer Andreas Ernst                                                                        | keine                                      | weitere Bilder                       |
| Chrobrego pl. 19 (früher Ring 19) (Standort)                              | Kaufhaus Gustav Glücksmann                                         | 1903, 1906, 1909 mehrere Umbauten; Eigentümer Gustav Glücksmann                                            | PL.1.9.ZIPOZ.NID_N_02_BK.76251 736/A/06    | weitere Bilder                       |
| Kościuszki ul. 7 (früher Wilhelmstraße 13) (Standort)                     | Reichsbank                                                         | 1905 | keine                                      | weitere Bilder                       |
| Jedności pl. 1 (früher Sellgittplatz) (Standort)                          | Hotel Stadtbahnhof                                                 | 1906; Eigentümer Adolf Menzel (Hoteleigentümer)                                                            | keine                                      | weitere Bilder                       |
| Połabska ul. 9 (früher Mälzstraße 15) (Standort)                          | Gast- und Wohnhaus Zur Goldenen Krone                              | 1906; Eigentümer Ferdinand Thiel                                                                           | keine                                      | Gast- und WohnhausZur Goldenen Krone |
| Łużycka ul. 11 und 11a (früher Zimmerstraße 11 und 11a) (Standort)        | Villa mit Likörfabrik & Fruchtsaftpresserei                        | 1907; Eigentümer Albert Jacob (Fabrikbesitzer)                                                             | keine                                      | weitere Bilder                       |
| Wyspiańskiego ul. 7 (früher Neulandstraße) (Standort)                     | Fabrik für Kunstgegenstände (Buntglas, Reisesouveniers)            | 1908; Eigentümer Julius Rachwalsky                                                                         | keine                                      | weitere Bilder                       |
| Wodna ul. 10 (früher Wassertorstraße 8) (Standort)                        | Haus und Geschäft eines Schuhmachers                               | 1909; Eigentümer Heinrich Tautz (Schuhmachermeister)                                                       | PL.1.9.ZIPOZ.NID_N_02_BK.78527 A/4394/1594 | weitere Bilder                       |
| Łukasińskiego ul. 73, 75 und 77 (früher Frankensteiner Straße) (Standort) | Wohnhaus                                                           | 1910; Eigentümer August Thiele (Schmiedemeister, Inhaber einer Eisengießerei)                              | keine                                      | Wohnhaus                             |
| Połabska ul. 30–32 (früher Mälzstraße 30–32) (Standort)                   | Gasthaus Zu den Drei Karpfen und Geschäftshaus                     | 1910–1911; Eigentümer Anton Gersch (Kaufmann)                                                              | keine                                      | weitere Bilder                       |
| Okrzei ul. 14 (früher Friedrichstraße) (Standort)                         | Evangelisches Gemeindehaus                                         | 1911 | keine                                      | weitere Bilder                       |
| Reymonta ul. 2 (früher Mittelstraße 2) (Standort)                         | Villa (Erweiterung)                                                | 1920; Eigentümerin Elisabeth Schütz                                                                        | keine                                      | Villa (Erweiterung)                  |
| Walecznych ul. 1 (früher Lindenweg) (Standort)                            | Zweifamilienwohnhaus                                               | 1924; Eigentümer Franz Schneider (Rektor)                                                                  | keine                                      | Zweifamilienwohnhaus                 |
| Walecznych ul. 3 (früher Lindenweg) (Standort)                            | Zweifamilienwohnhaus                                               | 1925; Eigentümer Paul Schram (Sekretär der Krankenkasse)                                                   | keine                                      | Zweifamilienwohnhaus                 |
| Walecznych ul. 16 (früher Lindenweg) (Standort)                           | Stall mit Remise (Ausbau)                                          | 1925; Eigentümer Andreas Ernst                                                                             | keine                                      | Stall mit Remise (Ausbau)            |
| Piastowska ul. (früher Angerstraße) Ecke Łużycka (Standort)               | Transformatorenhaus mit Pumpstation                                | 1926; Urheberschaft und Datum unbestätigt                                                                  | keine                                      | weitere Bilder                       |
| Piastowska ul. 11 (früher Angerstraße) (Standort)                         | Achtfamilienwohnhaus                                               | 1926; Eigentümer Andreas Ernst                                                                             | keine                                      | weitere Bilder                       |
| Walecznych ul. 29 (früher Lindenweg) (Standort)                           | Einfamilienwohnhaus                                                | 1927; Eigentümer Richard Opitz (Buchhalter)                                                                | keine                                      | weitere Bilder                       |
| Sienkiewicza ul. 1 (früher Bergblick 1) (Standort)                        | Villa                                                              | 1927; Eigentümer Albert Schwarze (Postangestellter)                                                        | keine                                      | Villa                                |
| Walecznych ul. (Standort)                                                 | Grabanlage Familie Ernst                                           | 1927 (Entwurf; Ausführung 1929)                                                                            | PL.1.9.ZIPOZ.NID_N_02_BL.114781 A/6257     | weitere Bilder                       |
| Sienkiewicza ul. 3 (früher Bergblick 3) (Standort)                        | Villa                                                              | 1928; Eigentümer Karl Kluge (Stimmrechtsvertreter)                                                         | keine                                      | Villa                                |
| Nadrzeczna ul. 7, 9 und 11 (früher Am Frankensteiner Tor) (Standort)      | Siebenfamilienwohnhäuser vom Typ York                              | 1928–1929; Eigentümer: Schlesische Heimstätte Provinzielle Wohnungfürsorge-Gesellschaft m.b.H.             | keine                                      | weitere Bilder                       |
| Bohaterów Getta ul. 18 (früher Gartenstraße) (Standort)                   | Zaun des westlichen Teils des Jüdischen Friedhofs (1928 erweitert) | 1929 | PL.1.9.ZIPOZ.NID_N_02_CM.8922 A/740        | weitere Bilder                       |